# Fidel Velázquez
Fidel Velázquez Sánchez (Azcapotzaltongo, Estado de México, 24 de abril de 1900 - Distrito Federal, 21 de junio de 1997) fue un político y sindicalista mexicano, líder de la Confederación de Trabajadores de México (CTM) por más de cincuenta años.
Hijo de Gregorio Velázquez y Herlinda Sánchez, dedicados a la agricultura. Realizó sus estudios de educación básica en la escuela primaria de su pueblo natal.
En su infancia y juventud trabajó en el campo, como aprendiz de carpintero y en la Hacienda del Rosario, donde intentó en vano agrupar a sus compañeros para formar un sindicato y defenderse de la explotación de la que eran objeto, por lo que fue despedido.
Sin embargo, logró crear el sindicato de la Hacienda del Rosario y la Unión Sindical de Trabajadores de la Industria Lechera, que afilió a la Confederación Regional Obrera Mexicana (CROM).
Fue miembro del Partido Revolucionario Institucional (PRI); partido por el que fue dos veces senador (1946-52 y 1958-64).
También, fue uno de los fundadores de la Confederación de Trabajadores de México (CTM) en 1936 y ya en 1937 había logrado desplazar a su ala más izquierdista encabezada por Vicente Lombardo Toledano.
Tras su muerte, la dirección de la CTM quedó en manos de Leonardo Rodríguez Alcaine, líder de los Electricistas Mexicanos.

## Política, confederación y partido

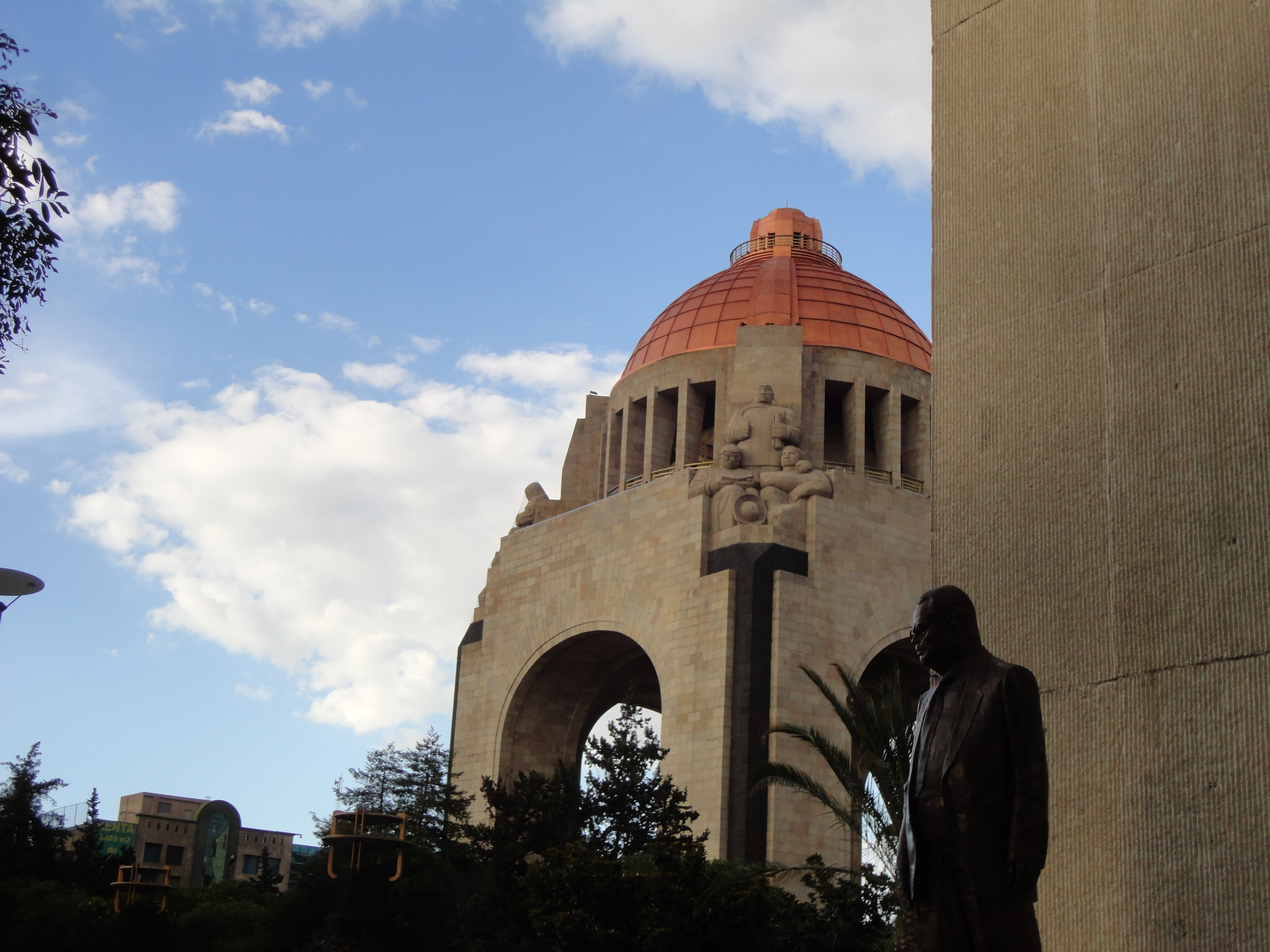
Estatua de Fidel Velázquez fuera de la sede de la CTM, cerca del Monumento a la revolución, Ciudad de México.

Así, a la CTM le llegó a tocar una cuota muy elevada de cargos de elección popular o dentro de las administraciones públicas federal y de los estados en cada proceso electoral, además de una serie de cargos de dirección partidista. Por ejemplo, al nivel federal, durante años fue común ver la designación y eventual elección de cuando menos un senador cetemista por entidad federativa (actualmente se eligen cuatro, de los cuales dos son de elección directa, uno de primera minoría y otro más, de representación proporcional. Antes de la reforma electoral de 1994, los senadores se elegían de manera directa y en fórmulas dobles).
También podían verse dos o más diputados al Congreso de la Unión y era común ver a líderes sindicales nombrados dentro de la estructura del Poder Ejecutivo Federal como secretarios o subsecretarios de Estado, directores generales, delegados de las secretarías en los estados, etc.
En las elecciones locales, la CTM llegó a tener numerosos gobernadores, diputados a las legislaturas locales, regidores a los cabildos, presidentes municipales, autoridades auxiliares municipales (inspectores municipales, presidentes de los pueblos, también denominados juntas auxiliares, o regidores de dichas presidencias auxiliares), funcionarios de los ayuntamientos (secretarios, tesoreros, etc.) y funcionarios de los ejecutivos de los estados, como en el caso del federal.
Consecuentemente, muchos líderes cetemistas fueron presidentes o secretarios generales del PRI en cualquiera de sus niveles (nacional, estatal, municipal), delegados a las asambleas, miembros de los concejos políticos en cualquiera de sus niveles, miembros de los comités directivos, etc. En cada caso había seguro, cuando menos, un cetemista en un comité del PRI: el llamado Secretario de Acción Obrera. Por supuesto, a las demás organizaciones sindicales, campesinas o populares también les correspondía su cuota, pero lo cierto es que a la CTM le correspondía una mucho mayor, pues además, las cuotas de sus afiliados (que llegaron a contarse por millones) le daba una solvencia económica envidiable e inigualable.
Pero así como todo tiene un principio y -de modo inevitable- un final, la CTM empezó a decaer, y tras la desaparición del líder que la llevó al auge, ha caído en una agonía prolongada, y si bien no se puede negar que dicha central aún tiene mucho poder electoral y financiero, ya no es como el de antes, y ello se refleja en sus cuotas de poder y en sus estadísticas políticas. Aun con ello, de algún modo Fidel Velázquez sigue siendo el bastión ideológico de la CTM y sus seguidores y afiliados. Acaso, esa haya sido su mayor herencia.
Según asegura el escritor mexicano Antonio Velasco Piña, fue uno de los cinco líderes políticos que formaron la sociedad secreta conocida como El círculo negro que gobernó México de forma autoritaria de 1929 a 2000. Su instrumento fue el Partido Revolucionario Institucional (PRI).
Es bastante recordado por sus famosas frases como "ideólogo del PRI", entre ellas: "A balazos llegamos y los votos no nos sacarán", refiriéndose al avance de la oposición y "El que se mueve no sale en la foto", refiriéndose a la sumisión o "disciplina" que se debía tener hacia la alta jerarquía del partido. Asimismo, ante la matanza en represión de manifestaciones estudiantiles conocida comúnmente como el "halconazo", se recuerda la frase "los halcones no existen porque yo no los veo" misma que fue calificada como cínica.

## Cargos sindicales
- Fundador del Sindicato de la Hacienda El Rosario en 1923, el cual adhirió a la Federación de Sindicatos Obreros del Distrito Federal, que estaba adherida a la Confederación Regional Obrera Mexicana (CROM).
- Junto con Justino y Alfonso Sánchez Madariaga, funda la Unión Sindical de Trabajadores de la Industria Lechera (UTIL) en 1924 y también la afilia a la Confederación Regional Obrera Mexicana (CROM).
- Fundador (junto con otros personajes) de la Federación Sindical de Trabajadores del Distrito Federal en el año de 1929, de la que fue titular de la Secretaría de Trabajo.
- Miembro de la Cámara de Trabajadores del Distrito Federal (CTDF).
- Fundador de la Confederación General de Obreros y Campesinos de México (CGOCM) en 1933, y cuyo dirigente fuera Vicente Lombardo Toledano.
- Secretario General de la Unión Sindical de Trabajadores de la Industria Lechera (UTIL), de 1924 a 1929.
- Secretario de Organización de la Confederación General de Obreros y Campesinos de México (CGOCM) de 1933 a 1936.
- Secretario de Organización de la Confederación de Trabajadores de México (CTM), de 1936 a 1941.
- Secretario General de la Confederación de Trabajadores de México (CTM), de 1941 a 1947 y, tras un interinato de Fernando Amilpa (que fue secretario general de 1947 a 1950), nuevamente asumió el cargo, mismo que ejerció de 1950 a 1997, año en que falleció.

## Cargos legislativos
- Senador a las XL y XLI Legislaturas del Congreso de la Unión por el Distrito Federal (1946-1952).
- Senador a las XLV y XLVI Legislaturas del Congreso de la Unión por el Distrito Federal (1958-1964).

## Premios y distinciones
- El martes 9 de octubre de 1979, Fidel Velázquez recibió de manos de José López Portillo, entonces Presidente de los Estados Unidos Mexicanos, la Medalla Belisario Domínguez que otorga cada año el Senado de la República a los mexicanos distinguidos por su actividad pública y social así como por su servicio a México.

## Documentales
- Fidel Velázquez, El Viejo Lobo (2004, Dir. Arturo Pérez Velasco)